# Evangelisch-Lutherische Kirche des Ingermanlandes in Russland
Die Evangelisch-Lutherische Kirche des Ingermanlandes in Russland (ELKIR) ist nach der Evangelisch-Lutherischen Kirche in Russland, der Ukraine, in Kasachstan und Mittelasien (ELKRAS) die zweite größere lutherische Kirchenorganisation in Russland. Sie hat ihren Sitz in Sankt Petersburg.

## Geschichte
Anders als vor der Machtübernahme der Bolschewiki 1917 besteht seit der Perestroika eine Aufsplitterung der Lutheraner in Russland nach ethnischen Kriterien: Waren im Russischen Reich Balten, Finnen, Deutsche und andere lutherische Gläubige Mitglieder einer einzigen Kirche, der „Evangelisch-Lutherischen Kirche in Russland“ von 1832, so gibt es heute verschiedene Kirchen in verschiedenen Staaten – z. B. die lutherischen Kirchen im Baltikum – und auch in Russland selbst. Zu den Kirchen der ELKRAS gehören hauptsächlich deutschstämmige Gläubige, während sich in der ELKIR finnischstämmige Gemeindeglieder sammeln.
Kerngebiet der ELKIR ist das Ingermanland um Sankt Petersburg und das nördlich an der russisch-finnischen Grenze gelegene Karelien. Darüber hinaus gibt es Gemeinden in einzelnen Großstädten, z. B. Moskau, sowie in den Deportationsgebieten, in die die Ingrier (Ingermanländer) unter Stalin verbracht worden waren. Außerdem arbeitet die ELKIR in den von finno-ugrischen Völkern bewohnten Gebieten Russlands Udmurtien, Mari El, Mordwinien Komi u. a.
Heute ist aus der finnischen Kirche eine multinationale Kirche geworden, in der 25 Nationen vertreten sind und zehn Sprachen benutzt werden.
Anfang der 1970er Jahre begannen die finnischen – wie auch die russlanddeutschen – Lutheraner sich nach Deportation und Krieg wieder zu sammeln. Bereits 1970 konnte in Petrosawodsk (Karelien) und dann 1977 in Puschkin bei Sankt Petersburg Gemeinden gebildet werden.
Im Jahre 1992 wurde die ELKIR offiziell gegründet. 2019 betrug die Zahl der Gemeindeglieder 8.000. Betreut wurden die Gläubigen von mehr als 50 Pastoren und Diakonen, von denen der überwiegende Teil aus Finnland stammte.
Enge Beziehungen unterhält die ELKIR zur Evangelisch-Lutherischen Kirche Finnlands und zur Estnischen Evangelisch-Lutherischen Kirche (EELK).

## Struktur

### Synode
Leitendes Organ der ELKIR ist die Synode. Sie trifft die kirchenrechtlichen Entscheidungen.

### Bischof
Leitender Geistlicher der Kirche ist der Bischof. Bisherige Amtsinhaber:
- 1992–1995 Leino Hassinen
- 1996–2020 Aarre Kuukauppi
- seit 2020 Ivan Laptev

### Zentrum

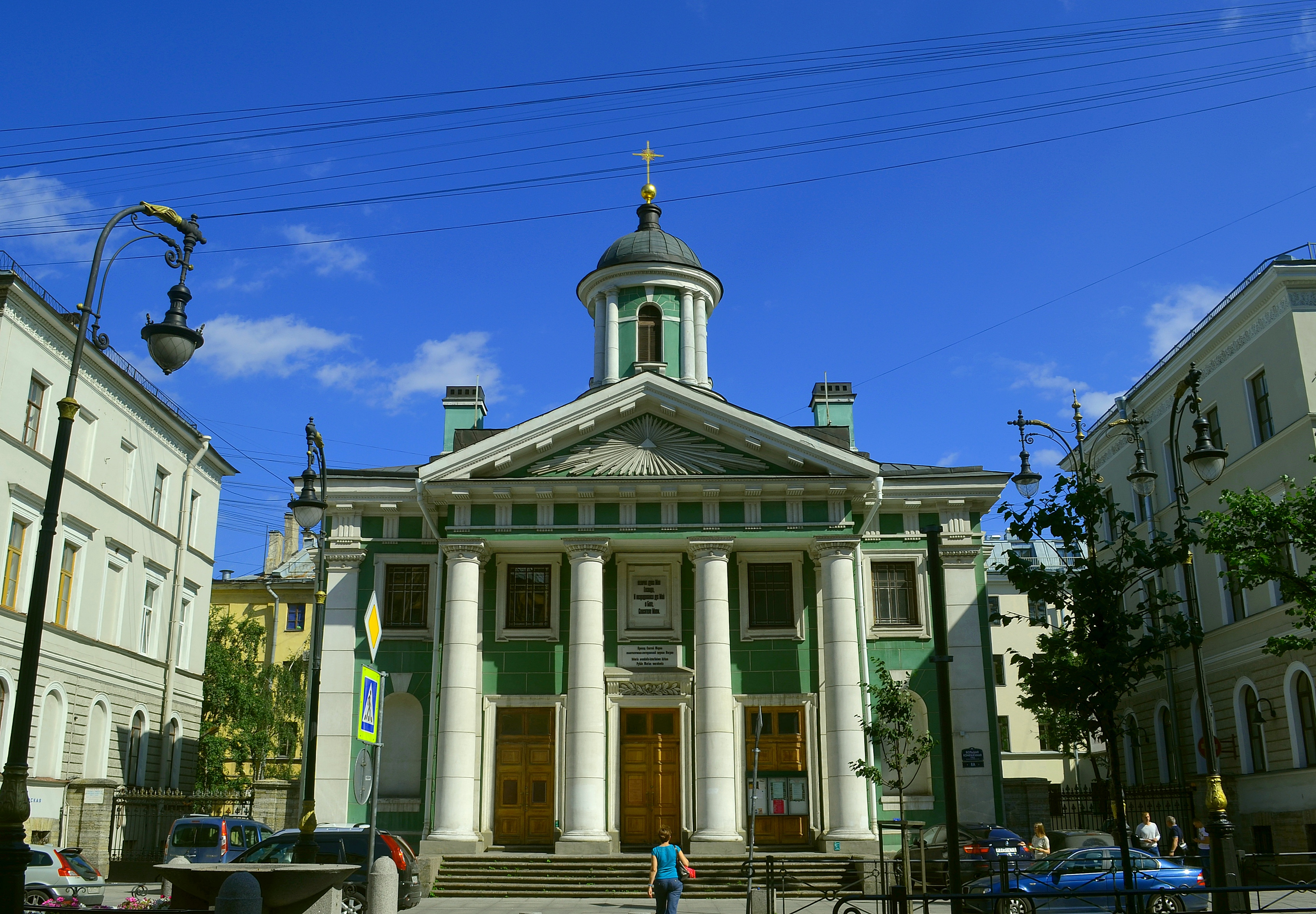
Marienkirche in St. Petersburg

Die Marienkirche in Sankt Petersburg ist die Hauptkirche und seelsorgerliches Zentrum der ELKIR.

### Konsistorien
Die ELKIR ist in vier Konsistorien untergliedert: 
- Karelien
- Russland
- Sankt Petersburg
- West-Ingermanland

## Mitgliedschaften
Die ELKIR gehört zum Lutherischen Weltbund (LWB), dem Internationalen Lutherischen Rat und zur Konferenz Europäischer Kirchen (KEK/CEC).
Eine Mitgliedschaft im Ökumenischen Rat der Kirchen (ÖRK) wurde bisher nicht eingegangen mit dem Argument, die Kirche sei dazu zu klein. Entscheidend aber dürfte die eher konservative Ausrichtung der Kirche sein, die 1997 zur Aufrichtung der Kirchengemeinschaft mit der nicht zum LWB und ÖRK gehörenden Lutherischen Kirche – Missouri Synode geführt hat. Ebenso wurde eine vertraglich geregelte Partnerschaft mit der Selbständigen Evangelisch-Lutherischen Kirche in Deutschland aufgenommen, die unterhalb von voller Kanzel- und Abendmahlsgemeinschaft liegt.